# ベンガジ県
ベンガジ県（ベンガジけん、アラビア語: بنغازي 、Banghāzī）は、リビア北東部の県である。

## 隣接県
東でマルジュ県、南でアル・ワーハート県と接する。北側は地中海に面しており、西にシドラ湾がある。